# Железопътна катастрофа в Темпейската долина
Железопътната катастрофа в Темпейската долина (на гръцки: Σιδηροδρομικό δυστύχημα στα Τέμπη) е най-тежкият железопътен инцидент в историята на Гърция.

## Хронология
В самия край на денонощието на 28 февруари 2023 година влакова пътническа композиция, движеща се в посока от Атина към Солун, се сблъсква челно със скорост 160 км/ч с насрещно движеща се товарна композиция, движеща се със скорост 120 км/ч. Причината е ръчното управление на движението на влаковете в жп отсечката Лариса – Солун. Началникът на гарата в Лариса при двойна железопътна магистрална линия изпраща пътническия влак в насрещната линия при червен семафор, а машинистите на пътническия влак неглижират предупредителния семафор след разрешението на ръководителя на движението.

## Разследване за причините за инцидента
В разпита си на 5 март, т.е. 6 дни след катастрофата, началникът на гарата в Лариса не разпознава гласа си на в изтеклите аудиозаписи, което повдига въпроси за това кой е на аудиото, ако наистина не е неговия глас. Въпреки това, той е поел своя дял от отговорността за железопътната катастрофа. Разследването поставя повече въпроси, отколкото дава отговори.

## Национален траур
След най-тежката железопътна катастрофа в историята на Гърция е обявен тридневен национален траур в дните от 1 до 3 март 2023 г. Предстоящите и насрочени за 9 април 2023 г. парламентарни избори в Гърция са отложени в резултат от трагедията.
Челният влаков сблъсък късметлийски избягва тунела в темпейската долина, подобно на атентата на гара Буново. Ако пътническият влак се е движел по-бързо или товарният – по-бавно, при челен сблъсък в железопътния тунел всичките над 350 пътници биха били мъртви, а спасителната операция – невъзможна.
По същото време точно 15 години по-рано, на 28 февруари 2008 г., се случва най-тежката железопътна катастрофа през XXI век в България – пожар във влак в Червен бряг, в резултат от който загиват 9 души.
Дни след катастрофата в Гърция, за нарушение на регламента по безопасността и сходна ситуация на устно издаване на заповед за потегляне при червен изходен сигнал има на гара Калотина-запад.

## Протести
Над 50 000 протестиращи срещу лошото управление на страната са отбелязани на 8 март 2023 г. само в Атина. Поводът е най-тежката железопътна катастрофа в историята на страната. В протеста се включват учители, медици и всички работещи в транспорта. Очаква се трагедията сериозно да повлияе на резултати от предстоящите парламентарни избори, още повече че само седмица преди катастрофата, на 21 февруари, Антъни Блинкен обявява Гърция за стратегически плацдарм на американската армия.